# In disgrazia alla fortuna e agli occhi degli uomini
In disgrazia alla fortuna e agli occhi degli uomini (Fortune and Men's Eyes) è un film del 1971, diretto da Harvey Hart e Jules Schwerin, quest'ultimo non accreditato. Il film è tratto dalla commedia Fortune and Men's Eyes di John Herbert, vincitrice del Massey Award nel 1968, che Herbert rifiutò, e del Floyd S. Chalmers Canadian Play Award nel 1975.

## Trama
Il diciassettenne Smitty viene condannato a 6 mesi in un riformatorio giovanile. I suoi compagni di cella sono Rocky, un diciannovenne pericoloso ed imprevedibile condannato per aver rubato l'auto al suo amante gay, Mona, ragazzo condannato per aver adescato un gruppo di ragazzi e Queenie, una drag queen condannata per furto. Nonostante Smitty affermi di essere eterosessuale, sembra andare subito d'accordo con loro.
Queenie, che ha amici tra i "pezzi grossi" della prigione, lo informa su quello che dovrà aspettarsi e lo avverte che Mona è stato stuprato da una banda perché non aveva un "protettore" che lo guardasse. Rocky in seguito minaccia Smitty costringendolo a farlo diventare il suo subordinato sessuale. Smitty cerca di sfruttare al meglio la sua nuova situazione e scopre che Rocky conosce un segreto sulla Guardia che prende una bustarella, e usa questo segreto per soggiogarlo se necessario. Smitty impara anche altri orrori a cui possono essere sottoposti i detenuti non cooperativi. Queenie incoraggia Smitty a picchiare Rocky e diffondere le notizie in modo da poter ottenere un miglior difensore tra i "pezzi grossi" nella guardia, che è in realtà a beneficio di Queenie più di quello di Smitty.
A Natale, i detenuti si preparano a esibirsi in uno spettacolo: Queenie ha pianificato un atto di trascinamento e Mona intende leggere Shakespeare. L'atto di Mona viene rifiutato all'ultimo minuto e Smitty usa le informazioni che conosce per convincere la guardia a lasciarlo da solo con Mona mentre tutti gli altri partecipano allo spettacolo. Mona ammette di essere stato falsamente accusato del crimine per il quale è stato condannato e Smitty ammette l'infelicità che Queenie ora sta scegliendo i suoi amanti per lui. Smitty fa un'offerta per diventare il "protettore" di Mona ma il ragazzo rifiuta la cosa. Smitty si arrabbia ma Mona lo conforta con il poema di Shakespeare When in disgrace with fortune and men's eyes. I due ridono e si abbracciano mentre Queenie e Rocky tornano dallo spettacolo. Rocky e Queenie iniziano immediatamente a picchiare Mona accusandolo di fare avance sessuali a Smitty. La Guardia allontana Mona per essere torturata, nonostante le richieste di Smitty. Con rabbia, Smitty minaccia sia Queenie che Rocky, proclamandosi come il nuovo maschio dominante nella cella. Il film termina con Smitty che ascolta la punizione di Mona e giura di vendicarsi.

## Produzione
Harvey Hart ha sostituito Jules Schwerin come regista dopo nove settimane di riprese.
Michael Greer riprende il ruolo di Queenie che già aveva interpretato nella versione teatrale del 1969 prodotta e diretta da Sal Mineo al Coronet Theatre di Los Angeles con Don Johnson nel ruolo di Smitty.